# Dragsholms amt
Dragsholms amt (danska: Dragsholm Amt) var ett amt i östra Danmark. Amtet omfattade Odsherred (Ods härad) på den nordvästra delen av ön Själland samt ön Sejerø. Den enda staden i amtet var Nykøbing Sjælland.

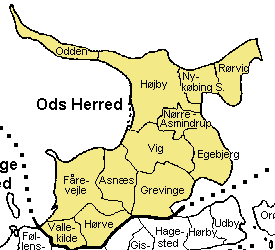
Karta över Ods härad (Odsherred), som mellan 1662 och 1793 utgjorde Dragsholms amt.

## Administrativ historik
Dragsholms amt bildades när Danmarks län ersattes av amt 1662 och ersatte då det dåvarande slottslänet Dragsholms län.
Amtet upphörde i samband med amtsreformen 1793 då det, tillsammans med Kalundborgs och Sæbygårds amt, gick upp i Holbæks amt, som sedan i sin tur till större delen (med undantag för ön Samsø) blev en del av Vestsjællands amt i samband med kommunreformen 1970. Sedan kommunreformen 2007 tillhör området Region Själland.